# NHK茂木中継局
NHK茂木中継局（エヌエイチケイもてぎちゅうけいきょく）は栃木県芳賀郡茂木町に置かれていNHKのテレビ中継局。

## 概要
- 芳賀郡茂木町茂木字仲の内（小倉山）に置かれ、当地区に電波を発射していたが、共同設備の整備などで2003年（平成15年）3月31日に廃止された。

## 中継局概要（廃止時点）
| 放送局名          | チャンネル | 空中線電力        | ERP  | 放送対象地域 | 放送区域内世帯数 | 偏波面   |
| NHK東京総合テレビ | 52ch       | 映像3W /音声750mW | 不明 | 関東広域圏   | 不明             | 水平偏波 |
| NHK東京教育テレビ | 50ch       | 映像3W /音声750mW | 不明 | 全国         | 不明             | 水平偏波 |